# Paisumaa
Paisumaa – wieś w Estonii, prowincji Rapla, w gminie Märjamaa.